# Лемовжа (деревня)
Лемо́вжа — деревня в Сабском сельском поселении Волосовского района Ленинградской области.

## История
Впервые упоминается в Писцовой книге Водской пятины 1500 года как деревня Лемовже устье на реце на Лузе в Ястребинском Никольском погосте Копорского уезда.
На карте Ингерманландии А. И. Бергенгейма, составленной по шведским материалам 1676 года, она обозначена как деревня Lemusa.
На шведской «Генеральной карте провинции Ингерманландии» 1704 года — как Lemusi.
Как деревня Лемуса она обозначена на «Географическом чертеже Ижорской земли» Адриана Шонбека 1705 года.
Под названием Леможи деревня упомянута на карте Ингерманландии А. Ростовцева 1727 года.
На карте Санкт-Петербургской губернии Ф. Ф. Шуберта 1834 года упоминается как деревня Лемовжа.

ЛЕМОВЖА — деревня принадлежит братьям Сахаровым, число жителей по ревизии: 78 м. п., 73 ж. п. (1838 год)

Деревня Лемовжа обозначена на карте профессора С. С. Куторги 1852 года.

ЛЕМОВЖИ — деревня ротмистра Сахарова, 10 вёрст по почтовой, а остальное по просёлочной дороге, число дворов — 22, число душ — 81 м. п. (1856 год)

ЛЕМОВЖА — деревня владельческая при реке Луге, число дворов — 26, число жителей: 81 м. п., 94 ж. п. (1862 год)

- Деревня Лемовжа на карте 1863 года

В конце XIX — начале XX века деревня административно относилась к Редкинской волости 1-го стана Ямбургского уезда Санкт-Петербургской губернии.
С 1917 по 1924 год деревня Лемовжа входила в состав Лемовжского сельсовета Редкинской волости Кингисеппского уезда.
С 1924 года в составе Хотнежского сельсовета.
Согласно данным переписи населения СССР 1926 года в деревне Лемовжа Лемовжского сельсовета проживали 186 человек, все русские.
С февраля 1927 года в составе Молосковицкой волости. С августа 1927 года в составе Осьминского района.
В 1928 году население деревни Лемовжа составляло 228 человек.
- Деревня Лемовжа на карте 1940 года

Согласно топографической карте РККА 1940 года деревня насчитывала 45 дворов.
По данным 1933 года деревня называлась Лемовша и входила в состав Хотнежского сельсовета Осьминского района.
C 1 августа 1941 года по 31 января 1944 года деревня находилась в оккупации.
С 1961 года в составе Волосовского района.
С 1963 года в составе Кингисеппского района.
С 1965 года вновь в составе Волосовского района. В 1965 году население деревни Лемовжа составляло 84 человека.
По данным 1966, 1973 и 1990 годов деревня Лемовжа также находилась в составе Хотнежского сельсовета Волосовского района.
В 1997 году в деревне Лемовжа проживали 19 человек, деревня относилась к Сабской волости, в 2002 году — 30 человек (русские — 97 %), в 2007 году — 18, в 2010 году — 23 человека.

## География
Деревня расположена в южной части района на автодороге 41К-048 (Извоз — Лемовжа), на границе с Лужским районом.
Расстояние до административного центра поселения — 28 км.
Расстояние до ближайшей железнодорожной станции Молосковицы — 49 км.
Деревня находится на правом берегу Луги при впадении в неё реки Лемовжи,

## Демография
| 1838 | 1862 | 1997 | 2002 | 2007 | 2010 | 2014 |
| ---- | ---- | ---- | ---- | ---- | ---- | ---- |
| 151  | ↗175 | ↘19  | ↗30  | ↘18  | ↗23  | ↗26  |
| 2017 |      |      |      |      |      |      |
| ↗27  |      |      |      |      |      |      |

### Национальный состав
Согласно данным Всероссийской переписи населения 2021 года в деревне проживали 40 человек, из них:
 русские — 37, греки — 1, узбеки — 1, один человек национальность не указал.

## Улицы
Лужская, Новодеревенская, Придорожная, Речная, Спортивная, Стародеревенская, Центральная.